# Cretoxyrhinidae
Cretoxyrhinidae (лат.) — семейство вымерших акул отряда ламнообразных, живших во время барремского — лангского веков (130,0—13,82 млн лет назад). Название получило от основного времени своего существования — мелового периода (лат. Cretaceous).

## Описание
Общая длина представителей рода колебалась от 3 до 7 м. Голова большая, массивная. Морда была короткая и тупая. Глаза большие. Рот очень большой, широкий. Зубы мощные, длиной от 3 до 6 см. Верхняя челюсть выдаётся вперёд нижней. Туловище было крепким, широким. Эти акулы имели длинные грудные плавники. Имели 2 спинных плавника, из которых вероятно передний был значительно больше заднего. Хвост в основном был коротким, хвостовой плавник большим и хорошо развитым.

## Образ жизни
Держались от отмелей до средних глубин. Охотились на морских животных: костистую рыбу и более мелких акул. Следы от зубов крупных кретоксирин находили на костях мелких морских рептилий — мозазавров и плезиозавров, что скорей всего поедались в основном в виде падали.
По мнению исследователей, это были яйцеживородящие акулы.

## Распространение
Остатки этих акул обнаружены преимущественно в Северной Америке (на территории США и Канады, частично в Мексике), Бразилии, встречаются в Европе (территория южной Франции, Испании, Германии, Великобритании, Дании, Украины, России), в Северной Африке, на Мадагаскаре, в Палестине, Сирии, Ливане, Иордании, Узбекистане, Пакистане, Индии, Австралии.

## Классификация
По данным сайта Fossilworks, на февраль 2019 г. в семейство включают следующие вымершие роды и виды:
- Род Cretodus Sokolov, 1965
  - Cretodus borodini (Cappetta & Case, 1975) [syn. Plicatolamna borodini Cappetta & Case, 1975]
  - Cretodus semiplicatus (Agassiz, 1843) [syn. Lamna semiplicata (Agassiz, 1843), Otodus semiplicatus Agassiz, 1843, Oxyrhina crassidens Dixon, 1850]
- Род Cretolamna[англ.] Glikman, 1958
  - Cretolamna appendiculata (Agassiz, 1843) [syn. Lamna appendiculata (Agassiz, 1843), Lamna appendiculatus (Agassiz, 1843), Otodus appendiculatus Agassiz, 1843]
  - Cretolamna biauriculata (Wanner, 1902) [syn. Otodus biauriculata Wanner, 1902]
  - Cretolamna serrata (Agassiz, 1843) [syn. Otodus serratus Agassiz, 1843]
- Род Cretoxyrhina Glikman, 1958typus
  - Cretoxyrhina mantelli (Agassiz, 1843) [syn. Isurus mantelli (Agassiz, 1843), Oxyrhina mantelli Agassiz, 1843]
- Род Dallasiella Cappetta & Case, 1999
  - Dallasiella willistoni Cappetta & Case, 1999
- Род Paraisurus Glikman, 1957 [syn. Parisurus Glikman, 1957, orth. var.]
  - Paraisurus compressus Sokolov, 1978 [syn. Paraisurus macrorhiza Kemp, 1991]
- Род Plicatolamna Herman, 1975
  - Plicatolamna arcuata (Woodward, 1894) [syn. Plicatolamna arcuata Woodward, 1894]
- Род Serratolamna Landemaine, 1991